# Jason Adesanya
Pour les articles homonymes, voir Adesanya.
Jason Adesanya, est un footballeur belge, né le 26 mai 1993 à Lagos (Nigéria). Il évolue actuellement au K Rupel Boom FC comme attaquant.